# Absolmsia
Absolmsia, danas nepriznati biljni rod koji je 1891. opisao njemački botaničar Otto Kuntze (Kuntze). U rod su svrstane dvije vrste, Absolmsia oligophylla, danas  Vincetoxicum oligophyllum iz Yunnana u Kini, i Absolmsia spartiodes (Astrostemma spartioides), danas Hoya spartioides s otoka Borneo (Sabah).
Obje ove vrste pripadaju porodici Apocynaceae